# Fyrtøjet
Fyrtøjet è un cortometraggio del 1907 diretto da Viggo Larsen e basato sulla fiaba L'acciarino magico di Hans Christian Andersen.

## Distribuzione
Il film fu prodotto e distribuito dalla Nordisk Film Kompagni, e uscì nelle sale cinematografiche danesi il 3 ottobre 1907.